# Derby italien du trot
Le Derby italien du trot (en italien Derby italiano del trotto) est une course hippique italienne de trot attelé se déroulant au mois d'octobre sur l'hippodrome de Capannelle (en 2013, 2018 et 2019 sur l'hippodrome d'Agnano à Naples, avant 2013 sur l'hippodrome de Tor di Valle, à Rome).
C'est une course de Groupe I réservée aux poulains de 3 ans.
Elle se court sur la distance de 2 100 mètres. L'allocation s'élève à 800 800 €, ce qui en fait l'une des courses au trot les mieux dotées de la planète.
La course est créée en 1926 sur l'hippodrome de Villa Glori à Rome sur la distance de 2 000 mètres et avec une dotation de 100 000 lires. Elle est d'abord nommée Derby Reale del Trotto (« Derby royal du trot »), puis dans les années 1930 Gran Premio del Re e Imperatore (« Grand Prix du Roi et de l'Emperur »), puis Gran Premio Allevamento durant son déplacement à Milan à la fin de la guerre ; elle reprend le nom de Derby par la suite.

## Palmarès depuis 1982
| Année | Vainqueur        | Père               | Driver                      | Réd.km |
| ----- | ---------------- | ------------------ | --------------------------- | ------ |
| 2024  | First of Mind    | Face Time Bourbon  | Alessandro Gocciadoro       | 1'12"1 |
| 2023  | Expo Wise As     | Ready Cash         | Alessandro Gocciadoro       | 1'13"  |
| 2022  | Dimitri Ferm     | Nad Al Sheba       | Andrea Farolfi              | 1'12"5 |
| 2021  | Charmant de Zack | Vivid Wise As      | Antonio Di Nardo            | 1'13"7 |
| 2020  | Bleff Dipa       | Mister J.P.        | Roberto Vecchione           | 1'13"5 |
| 2019  | Alrajah One      | Maharajah          | Enrico Bellei               | 1'12"6 |
| 2018  | Zlatan           | Napoleon Bar       | Giampaolo Minnucci          | 1'12"2 |
| 2017  | Valchiria Op     | Ideale Luis        | Roberto Andreghetti         | 1'14"8 |
| 2016  | Unicka           | Love You           | Pietro Gubellini            | 1'12"2 |
| 2015  | Testimonial OK   | Varenne            | Enrico Bellei               | 1'12"8 |
| 2014  | Sugar Rey        | Look de Star       | Giampaolo Minnucci          | 1'13"4 |
| 2013  | Robert Bi        | Toss Out           | Robin Bakker                | 1'12"7 |
| 2012  | Pascia' Lest     | Varenne            | Enrico Bellei               | 1'13"6 |
| 2011  | Olona OK         | Varenne            | Vincenzo P. Dell’Annunziata | 1'13"8 |
| 2010  | Nadir Kronos     | Varenne            | Andrea Guzzinati            | 1'14"3 |
| 2009  | Macho Gams       | Lemon Dra          | Vincenzo P. Dell’Annunziata | 1'13"5 |
| 2008  | Lana Del Rio     | Varenne            | Santo Mollo                 | 1'13"4 |
| 2007  | Infinitif        | Pine Chip          | Roberto Andreghetti         | 1'15"  |
| 2006  | Glen Kronos      | Enjoy Lavec        | Lutfi Kolgjini              | 1'13"  |
| 2005  | Fairbank Gi      | Lemon Dra          | Giuseppe Pietro Maisto      | 1'13"  |
| 2004  | Echo' dei Veltri | Waïkiki Beach      | Enrico Bellei               | 1'14"7 |
| 2003  | Daguet Rapide    | Pine Chip          | Pietro Gubellini            | 1'15"2 |
| 2002  | Concord Jet      | Supergill          | Roberto Andreghetti         | 1'15"4 |
| 2001  | Bluam LB         | Diamond Way        | Pietro Gubellini            | 1'14"6 |
| 2000  | Avril            | Diamond Way        | Pietro Gubellini            | 1'14"9 |
| 1999  | Zambesi Bi       | Crown's Invitation | Mauro Biasuzzi              | 1'14"7 |
| 1998  | Varenne          | Waïkiki Beach      | Gianpaolo Minucci           | 1'13"3 |
| 1997  | Uronometro       | Lemon Dra          | Enrico Bellei               | 1'15"8 |
| 1996  | Tinak Mo         | Dicks Bell         | Bianco Lo Verde             | 1'15"1 |
| 1995  | Sec Mo           | Ebsero Mo          | Glauco Cicognani            | 1'15"1 |
| 1994  | Re dei Jet       | Sharif di Iesolo   | Carlo Bottoni               | 1'16"  |
| 1993  | Profumo Om       | Super Bowl         | Vittorio Guzzinati          | 1'16"5 |
| 1992  | Offen LB         | Torway             | Håkan Wallner               | 1'16"6 |
| 1991  | Nevaio           | Chambon P          | Marco Smorgon               | 1'16"  |
| 1990  | Mint di Jesolo   | Gator Bowl         | Antonio Luongo              | 1'15"5 |
| 1989  | Lancaster Om     | Sharif di Iesolo   | Lorenzo Bald                | 1'15"7 |
| 1988  | Indro Park       | Sharif di Iesolo   | Lorenzo Baldi               | 1'16"4 |
| 1987  | Gitana d'Asolo   | Udet Hanover       | Mario Rivara                | 1'17"6 |
| 1986  | Feystongal       | Keystone Spart     | Antonio Luongo              | 1'17"4 |
| 1985  | Ercole Ac        | Top Hanover        | Marcello Mazzarini          | 1'16"8 |
| 1984  | Dai Pra          | Qualto             | Vittorio Guzzinati          | 1'17"7 |
| 1983  | Cherie           | Marengo Hanover    | Marcello Mazzarini          | 1'16"8 |
| 1982  | Belmez           | Short Stop         | Giuseppe Guzzinati          | 1'17"7 |